# Wöhrder Wiese (metropolitana di Norimberga)
La stazione di Wöhrder Wiese è una stazione della metropolitana di Norimberga, servita dalle linee U2 e U3.

## Storia
La stazione di Wöhrder Wiese venne attivata il 29 settembre 1990, come parte della tratta da Hauptbahnhof a Rathenauplatz.

## Interscambi
- Fermata tram (Wöhrder Wiese, linea 8)[2]
- Fermata autobus[2]